# Daria Colonna
Pour les articles homonymes, voir Colonna.
Daria Colonna est une autrice, compositrice, interprète et poétesse québécoise née le 12 mai 1989, à Montréal.

## Biographie
Reconnue pour son œuvre littéraire, notamment les livres Ne faites pas honte à votre siècle (2017) et La voleuse (2021), la poétesse, autrice, compositrice et interprète montréalaise Daria Colonna a fait paraître au printemps 2024 son premier album, Le requiem des sirènes saoules, réalisé par l’auteur-compositeur-interprète Vince James, sous l’oreille attentive d'Ariane Moffatt, marraine du projet.
Dans ses textes, Daria pose un regard sur la brutalité de l'existence globale et une tentative de créer du sens dans une vie qui peut si aisément sembler en être dépourvue. Certain-es y verront un regard posé sur avec une profondeur et une authenticité remarquable sur le sabotage de nos relations, de nos amours, de nos amitiés; sur une autodestruction que l’on met en œuvre qu’indirectement; celle que l’on redoute tout en désirant en secret, avec honte.   
La musicalité de Daria se distingue par sa voix nonchalante et sensuelle, qui semble flotter au-dessus de mélodies lourdes et captivantes, créant un paysage sonore où se rencontrent le grunge, le trip hop, la pop actuelle la chanson française et le hip-hop. Cette fusion confère à la musique de Daria Colonna une texture riche et une profondeur émotionnelle, accentuant à la fois l'impact de la poésie et des arrangements musicaux. La combinaison de ces éléments crée une expérience d'écoute à la fois apaisante et dérangeante, typique de l'univers artistique de Daria.    
À noter qu'en tant qu'autrice et poétesse, Daria a cofondé les éditions de la Tournure en 2013, une coopérative sans but lucratif qui se veut « un modèle éditorial pluriel et patient ». Elle y a publié son premier recueil en 2015, Nous verrons brûler nos demeures.
Outre ses publications, elle a participé au Marché de la poésie à Paris en 2018 et au Festival du Jamais Lu à Montréal en 2019; sa contribution à ce dernier a fait également l'objet de la publication collective Et si on s'éteignait demain dirigée par Marie-Élaine Guay, publié chez Del Busso en 2019. Elle a participé aussi au Festival acadien de poésie en 2019 et au Festival de la poésie de Montréal en 2020.
Son second recueil de poésie Ne faites pas honte à votre siècle, publié en 2017 chez Poètes de brousse, fut finaliste pour le Prix des libraires du Québec et le Prix du Gouverneur-général en 2018.
Cette œuvre fut réinvestie par l'installation vidéo Poésie et thé au Centre Phi à Montréal à l'hiver 2019 et par la performance Ne faites pas honte à votre siècle: Immergez à la Société littéraire de Laval à l'été 2019.
Elle fut également adjointe à la rédaction au sein du comité d'administration de la revue culturelle québécoise Spirale de 2014 à 2017.
Elle détient une maîtrise en recherche et création littéraire de l'Université du Québec à Montréal.

## Œuvre

### Album
- Le requiem des sirènes saoules (2024)

### Singles
- Confortable (2024)
- Haut les mains (2023)

### Poésie
- Nous verrons brûler nos demeures, Montréal, Éditions de la Tournure, 2015 (réédition augmentée en 2019), 282 p.[3]
- Ne faites pas honte à votre siècle, Montréal, Éditions Poètes de brousse, 2017 [13] 73 p.[13],[14]  (ISBN 978-2924671-10-8)
- Et si on s'éteignait demain, Montréal, Del Busso Éditeur, 2019, collectif dirigé par Marie-Élaine Guay, avec Charlotte Aubin, Virginie Beauregard D., Daria Colonna, Carole David, Marie-Élaine Guay, Benoît Jutras, Daniel Leblanc-Poirier, Jean-Christophe Réhel, Emmanuel Schwartz et Maude Veilleux[6], 116 p.  (ISBN 978-2-924719-77-0)
- La voleuse, Montréal, Éditions Poètes de brousse, 2021

## Distinctions
- 2018 - Nomination au Prix des libraires du Québec, Catégorie Poésie, Ne faites pas honte à votre siècle[9]
- 2018 - Nomination au Prix du Gouverneur-général, Ne faites pas honte à votre siècle[10]
- 2021 : Finaliste Prix du Gouverneur général : poésie de langue française[15] pour La Voleuse
- 2022 : Finaliste Prix du Gouverneur général : poésie de langue française pour La Voleuse
- 2022 : Finaliste Prix des libraires du Québec pour La Voleuse
- 2022 : Finaliste Prix Émile Nelligan pour La Voleuse
- 2022 : Finaliste Prix des cinq continents de la francophonie pour La Voleuse
- 2022 : Lauréate Prix Arlette-Cousture pour La Voleuse